# قرية الحاته
الحاته قرية صغيرة تقع غرب مدينة الناصرية جنوب العراق، شرق بئر ترفاس ويوجد بها محلات تجارية مثل سوق الميحاط ومحل الصداقة وسوق الحاته وأيضا يوجد بها ميدان لكرة القدم وهو أجود ميدان في هذه المنطقة.